# 里奥·马武巴
里奥·安东尼奥·佐巴·马武巴（法語：Rio Antonio Zoba Mavuba；1984年3月8日—），是一名法國的職業足球運動員，司職中場。

## 榮譽
波爾多
- 法國聯賽盃: 2006–07

里爾
- 法國足球甲級聯賽: 2010–11
- 法國盃: 2010–11
- 法國超級盃: 亞軍 2011

## 外訲連結
- L'Équipe stats（页面存档备份，存于） （法文）
- 里奥·马武巴 – 法國職業足球聯賽数据 – 支持法语（已存档）
- 里奥·马武巴在 National-Football-Teams.com 上的出场纪录
- 里奥·马武巴 – FIFA國際賽競賽紀錄 (存檔)
- 里奥·马武巴 playing stats at ESPNsoccernet
- Soccerway資料庫：里奥·马武巴